# Georges Effrosse
Georges Effrosse (geboren 20. September 1910 in Paris; gestorben 1944) war ein französischer Geiger.

## Leben und Wirken
Effrosse, der jüdischer Abstammung war, gehörte von 1930 bis 1934 zum Orchester von Ray Ventura. 1935 spielte er im Restaurant des Amsterdamer Carlton-Hotels im Orchester von Ray Binder, später war er Mitglied des Orchesters der Opéra National de Paris. 1942 wirkte er zudem bei Aufnahmen von Sarane Ferret et le Quintette de Paris mit, bei der acht Titel eingespielt wurden, die als erster Höhepunkt in der Karriere von Sarane Ferret gelten. Effrosse orientierte sich als Violinist an der ungarischen Csárdás-Tradition.
Im Folgejahr trat er mit dem Orchester von Jacques Hélian auf. Um der Verfolgung durch die Nazis zu entgehen, versuchte Effrosse seine Identität zu verschleiern. Dennoch wurde er mit französischen Juden zunächst im Sammellager Drancy nahe Paris interniert und 1944 in das KZ Mittelbau-Dora deportiert, wo er im selben Jahr am Typhus starb.